# Institut Jean-Vigo
L'Institut Jean-Vigo , fondé en 1983, est une cinémathèque euro-régionale, centre permanent d'animation et de recherches sur le cinéma géré dans un cadre associatif.
Cet institut porte le nom du réalisateur français Jean Vigo (1905–1934). 

## Historique

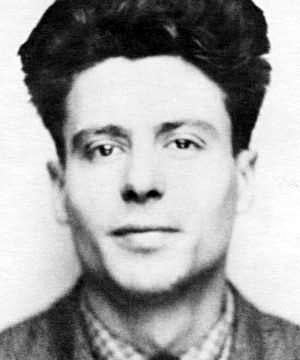
Jean Vigo dans les années 1930.

Initié par Marcel Oms, l'Institut Jean-Vigo a été créé à partir de différentes activités d'éducation populaire existant à Perpignan, notamment le ciné-club Les Amis du cinéma fondé en 1962. Il prend la suite de l'Institut de recherche et d'animation sur l'histoire du cinéma (IRAHC) fondé le 14 décembre 1981,,.
Au fil des années, il a mis en place le festival Confrontation (depuis 1965), des publications (Les Cahiers de la Cinémathèque, revue publiée de 1971 à 2009, et Archives, bulletin ouvert aux chercheurs en cinéma et histoire du cinéma, publié depuis 1986), des colloques et des rencontres, des actions de formation et d’éducation au cinéma, tout en développant et en mettant en valeur un important patrimoine cinématographique.
Lorsque Marcel Oms meurt en 1993, il est remplacé à la tête de l'institut par José Baldizzone, maître de conférences en histoire contemporaine à la retraite ayant grandi à Cannes.
Il bénéficie du soutien de la ville de Perpignan, de la Direction régionale des Affaires culturelles (DRAC) Languedoc-Roussillon, de la Région Languedoc-Roussillon, du conseil général des Pyrénées-Orientales et de concours financiers privés.

L'Institut Jean-Vigo est devenu cinémathèque en 2006.

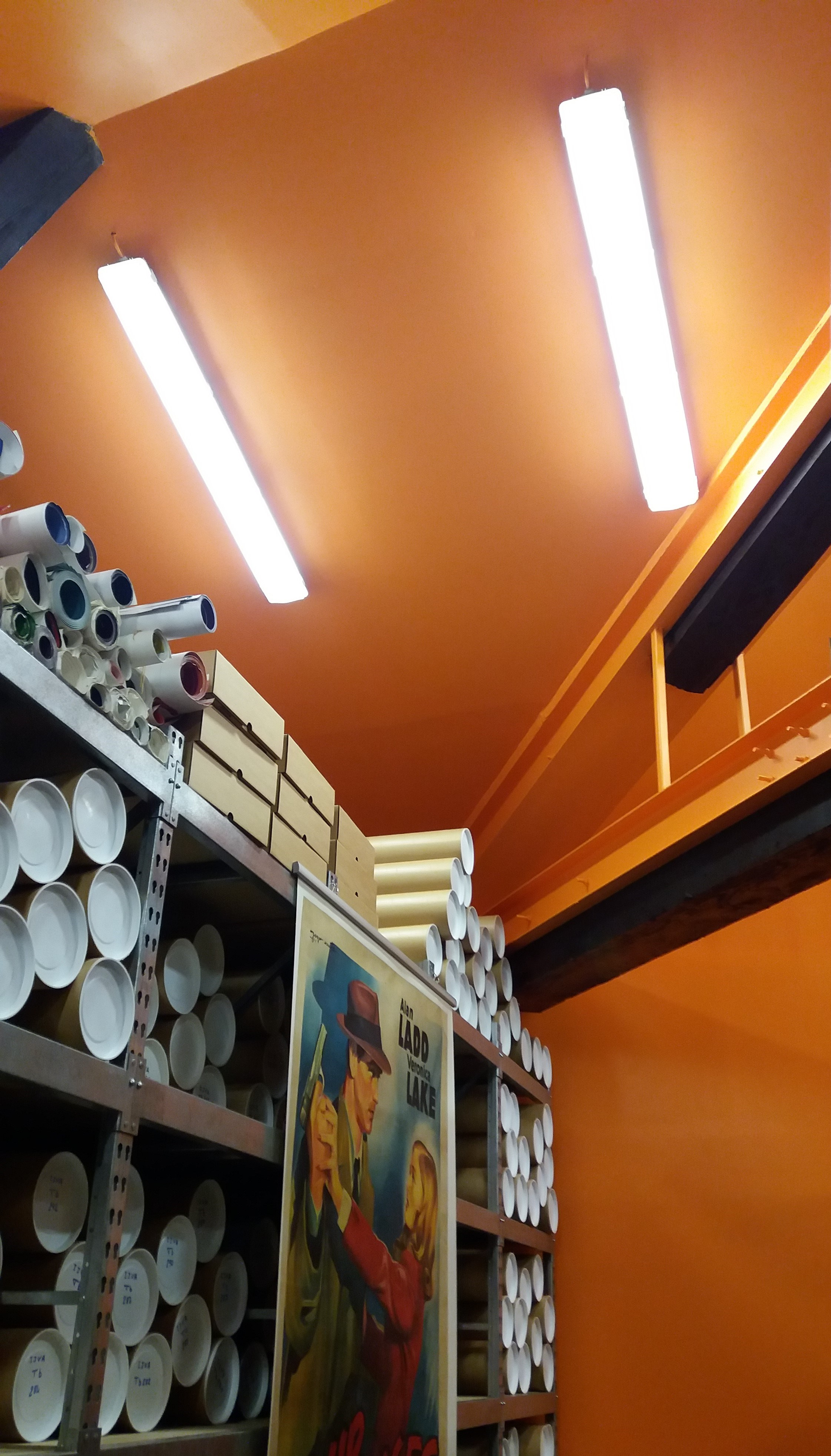
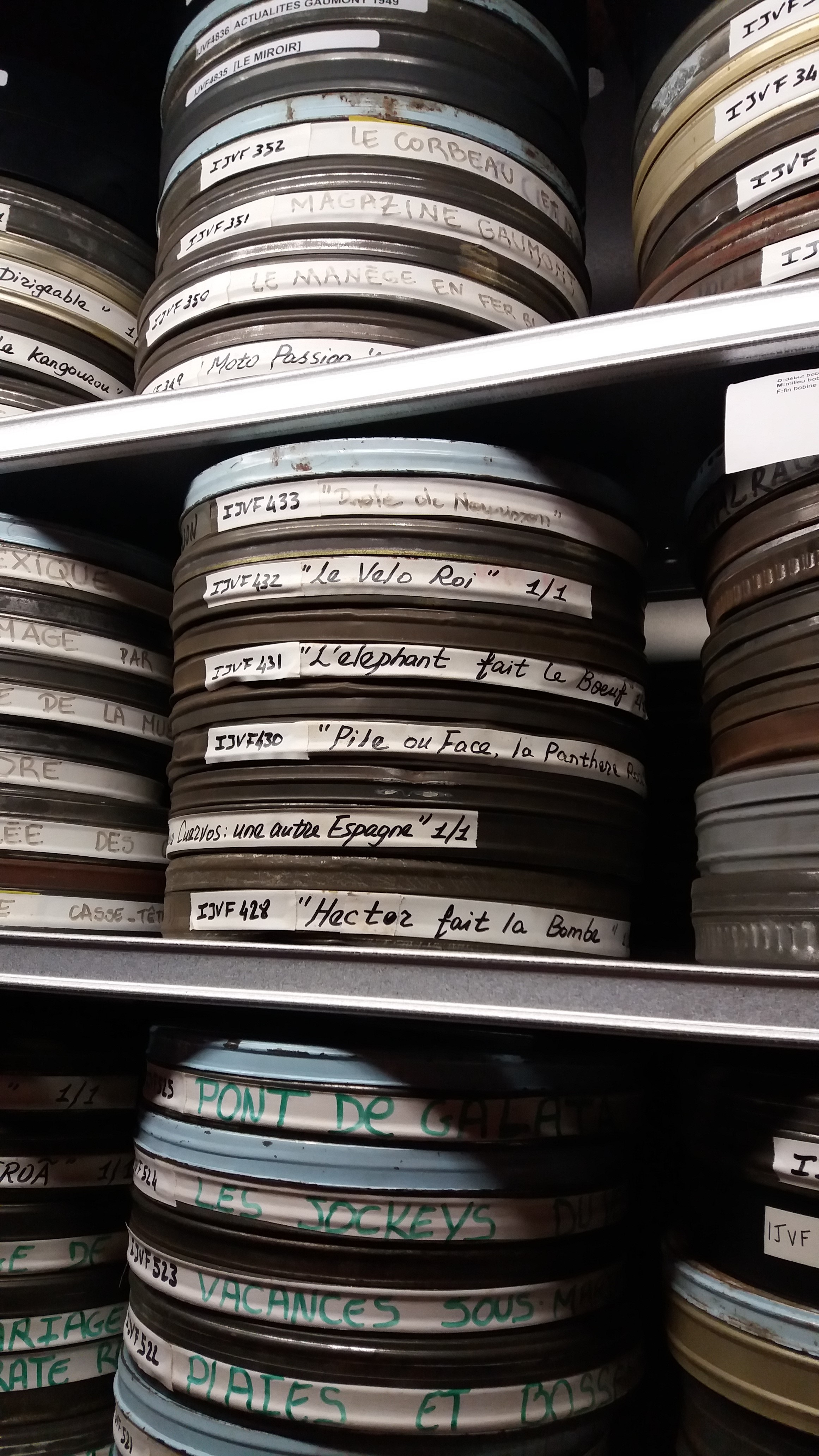